# Bruno Tasso
Bruno Tasso (Milano, 16 maggio 1914 – Milano, 7 novembre 1962) è stato un curatore editoriale, giornalista, traduttore e anglista italiano.

## Biografia
Anglista, curò diverse antologie (per esempio quella ragionata in materia di letteratura dell'orrore: Un secolo di terrore, Sugar, 1960) e fu lungamente legato all'editore Garzanti. Tradusse, tra gli altri, Charles Dickens, George Orwell, William Faulkner, Ellery Queen, Truman Capote, Herman Melville, Mary Shelley e Nathaniel Hawthorne. Morì suicida per stress da lavoro.
La figlia Laura è anch'ella traduttrice.

## Traduzioni
- Herman Melville, Typee. Racconto di un soggiorno fra i selvaggi delle Isole Marchesi, Milano, Edizioni Alfa, 1943.
- John Creasey, L'avventura del dott. Palfrey, Il Corriere della Sera, 1947.
- George Orwell, La fattoria degli animali, Milano, A. Mondadori, 1947.
- Truman Capote, Altre voci, altre stanze, Milano, Garzanti, 1949.
- Nathaniel Hawthorne, La lettera scarlatta, Milano, Rizzoli, 1950.
- Norman Mailer, Il nudo e il morto, Milano, Garzanti, 1950-1986; Milano, Baldini & Castoldi, 1998-2002.
- Carlo Dickens, Tempi difficili, Milano, Rizzoli, 1951.
- Stephen Crane, Il segno rosso del coraggio, Milano, Rizzoli, 1951.
- Herman Melville, Le isole incantate (Racconti della veranda), Milano, Rizzoli, 1952.
- Mary Shelley, Frankenstein, ovvero Il Prometeo moderno, Milano, Rizzoli, 1952.
- Mickey Spillane, Ti ucciderò, «Serie gialla», Milano, Garzanti, 1953.
- Truman Capote, L'arpa d'erba, Milano, Garzanti, 1953.
- Eric Ambler, Uno strano processo, Milano, Garzanti, 1953.
- Truman Capote, Colore locale, Milano, Garzanti, 1954.
- Ellery Queen, Il re è morto, Milano, Garzanti, 1954; Milano, Mondadori, 1975-2020.
- James Walker Blaine, Storia dell'industria americana, Milano, Garzanti,
- Jacques-Fernand Cahen, Letteratura nordamericana, Milano, Garzanti,
- Arthur Miller, Focus, Milano, Sugar, 1957.
- William Styron, Un letto di tenebre, Milano, Sugar, 1958.
- 25 racconti del terrore, Milano, Feltrinelli, 1959.
- Henry James, Il giro di vite, Milano, Rizzoli, 1959.
- Nevil Shute, Le due frontiere, Milano, Sugar 1959.
- Nevil Shute, L'ultima spiaggia, Milano, Sugar, 1959.
- Robert Bloch, Il passato che urla [Psycho], Milano, Garzanti, 1959
- Thomas Gwin, L'uomo dell'amore, Milano, Feltrinelli, 1960.